# 月渓聖澄
月渓聖澄（げっけいしょうちょう、天文5年3月8日（1536年3月29日） - 慶長20年7月7日（1615年8月30日））は、六角氏に属した近江立入城主立入宗長（立入家二代目当主）の子。臨済宗の僧侶で、1598年（慶長3年）京都東福寺の住職となる。著作には、池坊専慶を池坊の流祖と記した『百瓶華序』（1600年（慶長5年））のほか『月渓和尚疏藁』『月渓和尚文集』『古文真宝抄』がある。実兄は、正親町天皇と織田信長の間を周旋し活躍した公家の禁裏御蔵職立入宗継。